# Macrojoppa polysticta
Macrojoppa polysticta là một loài tò vò trong họ Ichneumonidae.